# Since I Don't Have You
Since I Don't Have You est une chanson du groupe The Skyliners, sortie en 1958. Elle figure dans la bande originale des films American Graffiti, Les Aventures de Buckaroo Banzaï à travers la 8e dimension et L'Arme fatale 2.
Elle a été reprise par de nombreux artistes, parmi lesquels Don McLean (en 1981), Ricky Nelson et aussi le groupe de hard rock Guns N' Roses (dans leur album The Spaghetti Incident? en 1993).